# Oliver Faßnacht
Oliver Faßnacht (* 28. April 1968 in München) ist ein deutscher Kommentator und Moderator. Er kommentiert überwiegend die Sportarten Fußball, Tennis und Eishockey.

## Leben und Karriere
Oliver Faßnacht wuchs in München auf. Er kommentiert derzeit überwiegend für den Fernsehsender Eurosport und den Streaming-Dienst DAZN; als Moderator ist er bei den Radiosendern Amazon Prime Music, Sport1.FM, Sportradio Deutschland und Radio Gong 96,3 München tätig.

### Radio
Von 1988 bis 1990 war Faßnacht als Moderator beim Radiosender GONG Würzburg tätig. Nach einem Wechsel zum Sender Charivari München, für den er bis 1991 tätig war, war Oliver Faßnacht von 1991 bis 1992 bei Radio Monte Carlo/dt.Dienst als Moderator und Sportchef tätig, ehe er 1992 erneut den Sender wechselte und die folgenden drei Jahre für Radio Energy moderierte. Weitere Stationen als Moderator waren Bayern 3 (1995–2000), SWR1 Baden-Württemberg (2000–2001), F.A.Z Business-Radio (2001–2002) und Rock Antenne (2002–2008). Seit 2012 ist er als Moderator für Radio Gong 96,3 München tätig, seit 2013 auch für Sport1.FM und seit der Bundesliga-Saison 2017/2018 auch für Amazon Prime Music.

### Fernsehen
Von 1997 bis 2012 war Faßnacht beim Pay-TV-Fernsehsender Sky als Kommentator beschäftigt. Von 1992 bis 1996 kommentierte er für den Sender Eurosport, diese Tätigkeit nahm er 2005 wieder auf.